# Pukagöl
Pukagöl är en sjö i Vetlanda kommun i Småland och ingår i Emåns huvudavrinningsområde. Sjön är 16,1 meter djup, har en yta på 0,035 kvadratkilometer och befinner sig 219 meter över havet.